# 福島県道248号小川赤井平線
福島県道248号小川赤井平線（ふくしまけんどう248ごう おがわあかいたいらせん）は、福島県いわき市内にある一般県道である。

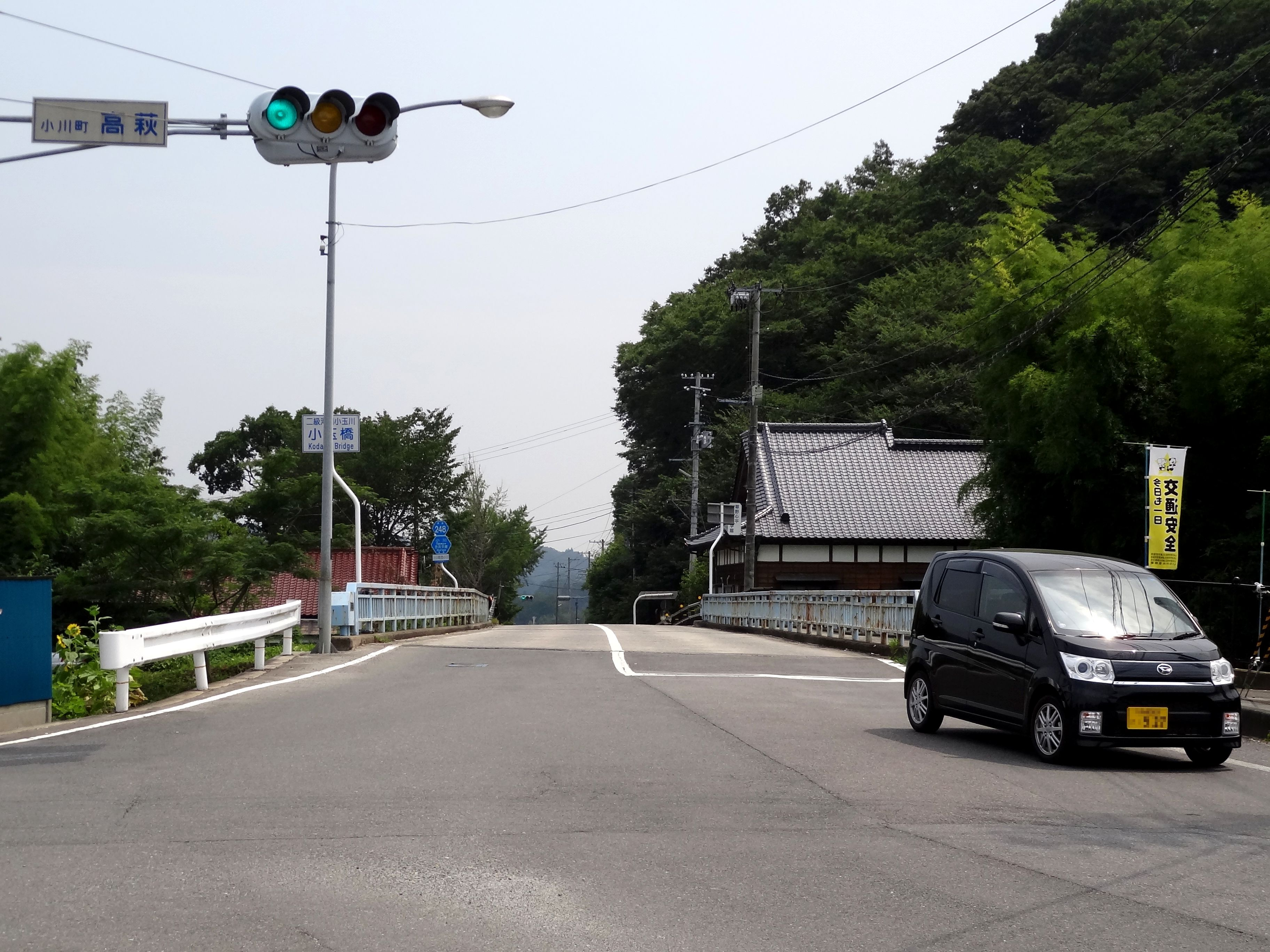
いわき市小川町高萩付近

## 路線概要
- 起点：いわき市小川町上平字清水
- 終点：いわき市平字田町
- 総延長：10.066 km[1]
  - 実延長：7.451 km
- 路線認定年月日：1959年8月31日[2]

ほぼ全線JR磐越東線や夏井川に沿い、いわき市小川地区と平地区を連絡する。

### 重用路線
- 福島県道135号三株下市萱小川線（いわき市小川町高萩字下代～同市小川町高萩字上代）
- 福島県道133号赤井停車場線（いわき市平赤井字田町～同市平赤井字日渡〈JR赤井駅前〉）
- 国道399号（いわき市平下平窪字鶯内～同市平字田町〈終点〉）

### 道路施設
小玉橋
- 全長：36.7m
- 幅員：6.4m
- 竣工：1965年[3]

小玉橋歩道橋
- 全長：37.2m
- 幅員：1.8m
- 竣工：1968年

小川町高萩字上代、字下代から小川町西小川字平久田に至り、二級水系夏井川水系小玉川を渡る。橋上に歩道はなく、上り線側に人道橋が架設されている。北詰の高萩交差点にて福島県道135号と合流する。
愛谷橋
- 全長：45.7m
- 幅員：9.2m
- 竣工：1984年[3]

平赤井字川子内から字定田に至り、二級水系夏井川水系茨原川を渡る。
平跨線橋
（国道399号重用区間）

## 通過する自治体
- いわき市

## 接続・交差する道路
- 国道399号中島バイパス（小川町上平字清水 起点）
- 福島県道135号三株下市萱小川線 国道399号方面（小川町高萩字下代）
- 福島県道135号三株下市萱小川線 三和町下市萱方面（小川町高萩字上代〈高萩交差点〉）
- 福島県道133号赤井停車場線 三和町合戸方面（平赤井字田町）
- 国道399号 福島方面（平下平窪字鶯内）
- 国道399号 平中心市街地方面（平字田町 終点）

## 沿線
- 夏井川
- JR磐越東線
  - 小川郷駅
  - 赤井駅
  - いわき駅
- いわき市立小玉小学校
- 豊田簡易郵便局
- いわき市立赤井小学校
- 赤井郵便局
- 好間川
- 福島県立磐城高等学校・福島県立磐城桜が丘高等学校
- 平胡摩沢郵便局
- 福島地方検察庁いわき支部
- 福島地方裁判所いわき支部
- いわき市立平第一小学校・いわき市立平第一中学校